# 17860 Roig
17860 Roig este un asteroid din centura principală de asteroizi.

## Descriere
17860 Roig este un asteroid din centura principală de asteroizi. A fost descoperit pe 22 mai 1998 la Stația Anderson Mesa în cadrul programului LONEOS. El prezintă o orbită caracterizată de o semiaxă mare de 2,26 ua, o excentricitate de 0,17 și o înclinație de 4,2° în raport cu ecliptica.